# Rotunda svatého Oldřicha (Hrádek)
Rotunda svatého Oldřicha je kaple v Hrádku v okrese Znojmo, v areálu kostela svatého Petra a Pavla.

## Historie
Rotunda pochází z počátku 13. století. Sloužila původně jako karner u nově založeného kostela.

## Popis
Válcová dvoupodlažní stavba má drobnou apsidu. V jejím suterénu se nachází kostnice zaklenutá kopulí. Spodní část rotundy je do výše 0,6 metru nad úrovní terénu vyzděna z lomového zdiva, zbylá část je dostavěna z cihel. Vnitřní prostory byly v 80. letech 20. století novodobě upraveny.